# 江苏神学院
江苏神学院是一所由江蘇省基督教兩會開辦的高等神學院校，1998年成立“江苏省基督教圣经专科学校”，为三年制专科院校，2012年升格为江苏神学院，为四年制本科院校。校址位于江蘇省南京市栖霞区仙林大学城仙隐北路4号，占地13亩。在校学生将近200人，开设圣经、神学、教会实践、历史等课程。校长张克运。